# Шрайбер, Мирко
Мирко Шрайбер (нем. Mirko Schreiber, 1908—1944) — югославский шахматист.
Бронзовый призёр чемпионата Югославии 1936 г.
В составе сборной Югославии участник неофициальной шахматной олимпиады 1936 г.
Точные даты жизни шахматиста в источниках отсутствуют.

## Спортивные результаты
| Год  | Город    | Соревнование                                                     | + | − | = | Результат | Место |
| ---- | -------- | ---------------------------------------------------------------- | - | - | - | --------- | ----- |
| 1936 | Нови-Сад | Чемпионат Югославии                                              | 6 | 1 | 6 | 9 из 12   | 3     |
|      | Мюнхен   | Неофициальная шахматная олимпиада (сборная Югославии, 3-я доска) |   |   |   |           |       |